# Ракетні катери типу «Барзан»
Barzan (англ. Barzan-class fast attack craft) — клас швидкісних ударних катерів, спроектований у Великій Британії для ВМС Катару; також відомий як Super Vita.

## Історія
Катери класу Barzan замовлені ВМС Катару в 1992 році. Для побудови 4 кораблів цього класу обрана компанія Vosper Thornycroft. Побудовано чотири кораблі: QENS Barzan, QENS Huwar, QENS Al Udied та QENS Aldeebel.
Під час візиту президента України Володимира Зеленського у Велику Британію (7-8 жовтня 2020 року) досягнута домовленість про виділення Україні кредиту в 1,25 млрд фунтів терміном на 10 років на постачання восьми ракетних катерів класу «Barzan» для ВМС України. Однак суднобудівний завод Babcock оцінив конструкцію Barzan як невідповідну, не в останню чергу через недоліки його алюмінієвого корпусу. Тому проєкт швидкісного ракетного катера (FIAC) типу P50-U для ВМС України буде створено на основі модифікованого проєкту 50-метрового малого патрульного корабля Protector.

## Конструкція
Судно розроблене на базі патрульних катерів VT 56m, які постачаються ВМС Кенії та Оману. Корпус катера стальний, надбудова — з алюмінію. Систему управління, електрообладнання та системи протидії розробила компанія Vosper Thornycroft (нині BAE Systems).
Озброєння включає дві зчетверенні пускові установки, здатні запускати ракети класу «земля-земля» MM40 Exocet. Катер також озброєний ракетами класу «земля-повітря» Mistral з дальністю стрільби 4 км та 30 мм зенітно-артилерійським комплексом Goalkeeper. В передній частині встановлена 76-мм корабельна гармата OTO Melara з дальністю стрільби 16 км.
Обладнаний чотирма дизельними двигунами MTU 20V 538 TB93 потужністю 18 740 к.с. Максимальна швидкість — 35 вузлів; максимальна дальність автономного плавання — 1800 морських миль при 12 вузлах ходу.

## Кораблі
| Номер вимпелу | Назва    | Верф                             | Введено в експлуатацію | Статус  |
| ------------- | -------- | -------------------------------- | ---------------------- | ------- |
| 004           | Barzan   | Vosper Thornycroft (Саутгемптон) | 1996 р.                | В строю |
| 005           | Huwar    | Vosper Thornycroft (Саутгемптон) | 1996 р.                | В строю |
| 006           | Al Udied | Vosper Thornycroft (Саутгемптон) | 1998 р.                | В строю |
| 007           | Aldeebel | Vosper Thornycroft (Саутгемптон) | 1998 р.                | В строю |